# Руснак (коммуна)
Русна́к (фр. Roussennac, окс. Rocennac) — коммуна во Франции, находится в регионе Окситания. Департамент — Аверон. Входит в состав кантона Монбазан. Округ коммуны — Вильфранш-де-Руэрг.
Код INSEE коммуны — 12206.
Коммуна расположена приблизительно в 490 км к югу от Парижа, в 115 км северо-восточнее Тулузы, в 29 км к северо-западу от Родеза.

## Население
Население коммуны на 2008 год составляло 496 человек.
| 1962 | 1968 | 1975 | 1982 | 1990 | 1999 | 2008 |
| ---- | ---- | ---- | ---- | ---- | ---- | ---- |
| 406  | 426  | 409  | 414  | 427  | 429  | 496  |

## Экономика
В 2007 году среди 290 человек в трудоспособном возрасте (15—64 лет) 215 были экономически активными, 75 — неактивными (показатель активности — 74,1 %, в 1999 году было 73,1 %). Из 215 активных работали 208 человек (111 мужчин и 97 женщин), безработных было 7 (3 мужчин и 4 женщины). Среди 75 неактивных 25 человек были учениками или студентами, 36 — пенсионерами, 14 были неактивными по другим причинам.